# Suillia punctulata
Suillia punctulata är en tvåvingeart som först beskrevs av Wulp 1897.  Suillia punctulata ingår i släktet Suillia och familjen myllflugor. Inga underarter finns listade i Catalogue of Life.